# Éric Vincent
Pour les articles homonymes, voir Vincent.
 (février 2024).
Si vous disposez d'ouvrages ou d'articles de référence ou si vous connaissez des sites web de qualité traitant du thème abordé ici, merci de compléter l'article en donnant les références utiles à sa vérifiabilité et en les liant à la section « Notes et références ».
Éric Vincent, né  le 27 juin 1946 à Forcé, dans la Mayenne, est un auteur-compositeur-interprète/guitariste français. Il donne des concerts dans le monde entier et s'est produit dans plus de 140 pays

## Biographie

### Jeunesse
Éric Vincent aborde la musique à l’âge de sept ans, par le banjo mandoline et son aptitude à jouer de cet instrument incite ses parents à lui payer des études classiques de violon.
Adolescent il commence la guitare, écrit ses premières chansons et joue dans des groupes de rock (Les Dragons, les Volcans). Puis il se passionne pour le jazz en écoutant  Miles Davis et Yusef Lateef. Il intègre un quartet de Jazz moderne amateur de Laval, ce qui lui permet de faire le bœuf avec des Jazzmen comme Memphis Slim et Bill Coleman, lors de leur passage en concert à Laval.  
La chanson reste cependant sa passion première. Il gagne un radio crochet organisé par la radio de Rennes dont la récompense, sera de chanter au Casino de Quiberon, en première partie de Jacques Brel qui effectue sa tournée d'adieu. C'est un choc pour lui d'entendre Brel sur scène  et de le rencontrer. Il monte alors à Paris et fait sa première émission de radio sur France Inter dans  À vous la Vedette, avec Claude Nougaro.

### Les débuts
En 1967, Éric Vincent signe son premier contrat de disques, avec Eddie Barclay. Joss Baselli, son parrain à la SACEM, lui fait rencontrer Gus Viseur qui lui obtient son premier engagement dans un cabaret de Saint-Germain-des-Prés, Chez Hippolyte le Croulant.  Il se retrouve, dans la foulée, à l'affiche d'autres cabarets de la  Rive gauche : L’Échelle de  Jacob, le Caveau de la Bolée... et de la rive droite  le Tire Bouchon ainsi que, dans des galas en première partie de Johnny Hallyday, Claude François, Jacques Dutronc et bien d'autres...   
Ses premiers 45 tours, Albinoni (1967), Le chercheur d'or, le Pitre (1968), sortent chez Festival, avec des chansons signées Boris Bergman, Michel Jourdan, Joss Baselli, Armand Canfora, Pascal Auriat… En 1968, il rencontre Jean-Paul Sèvres, avec lequel il écrira la plupart de ses chansons dont Je me suis coupé la main et Bénarès (45 tours, réalisé en 1970 par Dominique Blanc-Francard et enregistré avec Eddy Louiss, André Ceccarelli, Philippe Combelle, Paul Rovère, Willy Lockwood…). 
En 1970, Éric Vincent fait une tournée dans l’océan Indien (île Maurice, Madagascar, île de La Réunion, les Comores) et plusieurs de ses chansons (Le Chercheur d'or, Je me suis coupé la main, Bénarès...) y deviennent des succès. Ses concerts au Théâtre de Port-Louis, au Plaza à Rose Hill, à Saint-Denis-de-la-Réunion, à Tananarive, font salle comble et on l'engage, pour une nouvelle tournée en août 1970, avec Isabelle Aubret. Victime d'un accident de voiture à l'île Maurice, la chanteuse interrompra la tournée qu'Éric devra poursuivre seul. 
En 1971, il revient à nouveau à l'île Maurice, avec Hugues Aufray pour le Festival de l'Océan Indien. En France, l'imprésario Maurice Marouani l'engage pour une tournée, avec Gilbert Bécaud, suivie d'une autre avec Raymond Devos et Régine.
En 1974, Richard Marsan, directeur artistique de Léo Ferré, Charles Aznavour et Maurice Fanon, le découvre au Port du Salut où il se produit depuis un an aux côtés de Coluche, et lui fait signer un nouveau contrat chez Eddie Barclay.

### Un artiste singulier à la carrière atypique
- 1975 Tournée en Polynésie (Tahiti, atoll…) avec Maxim Saury, les Sales Gosses, Julie Land.
- 1976 Tournée en Afrique de l'Ouest (Sénégal, Côte d'Ivoire, etc.)
- 1977 tournée en Afrique du Nord et en Afrique de l'Est (Zambie, Kenya, Zaïre, Rwanda, Burundi...)
- 1978, Tournée exceptionnelle dans les Terres Australes et Antarctiques Françaises pour les missions scientifiques des îles Kerguelen, Nouvelle-Amsterdam et Crozet (Il est, jusqu'à ce jour, le seul artiste au monde à s'être produit dans ces îles). Tournée dans les Mascareignes au cours de laquelle il rassemble à l'île Rodrigues, près de dix mille personnes (le quart de la population de l'île) sur la place de Port Mathurin.
- 1979, Première tournée aux États-Unis.
- 1980-1982, Éric Vincent parcourt le monde : Populaire en Indonésie, il se produit, avec le chanteur indonésien Gombloh (en), au T.I.M. et à Ancol à Jakarta, Surabaya, Bandung, Yogjakarta..., La télévision Nationale, TVRI, leur consacre plusieurs émissions en prime time. A l'affiche dans la plupart des pays d'Asie (Thaïlande, Singapour, Malaisie, Philippines, Hong Kong, Macao,Viet-Nam (Opéra de Hanoï), Taiwan... Tournées également en Nouvelle-Zélande et en Australie, où il est à l'affiche à Sydney, Brisbane, Newcastle, Wollongong, Canberra (Sunday in the Park), Wagga Wagga, Adélaïde (National Folk Festival, Perth...
- 1983, Tournée au Brésil :  Rio de Janeiro, Victoria, Recife, L'opéra de Manaus (Teatro Amazonas),Belem , Florianópolis, Porto Alegre, Curitiba, Maceio, Natal... suivie d'autres dans la plupart des pays d'Amérique latine (Argentine, Uruguay, Paraguay, Pérou, Mexique...).
- 1989, Il participe à la conférence de la Francophonie, à Mexico, en compagnie de J. M. G. Le Clézio, Tierno Monénembo, Jean Métellus…

Aux États-Unis, où il se produit chaque année, Éric Vincent, a chanté dans tous les États, sauf Hawaï et Alaska. Le 1er octobre 1983, il chante avec Cab Calloway, pour le March of Dimes concert, à Bloomingdale's, White Plains, NY. On le retrouve à Corcoran Gallery of Art à Washington DC, ou au congrès de l'AATF, à Opryland USA à Nashville, TN, face à un public de milliers de professeurs de français... Ses chansons sont publiées dans les manuels pédagogiques pour l'étude du français dans les universités et lycées.  
Éric Vincent travaille fréquemment en partenariat avec les professeurs de français à l'étranger et fait régulièrement des concerts dans les Instituts français, centres culturels français (Alliances françaises, associations d'enseignants…). 
- 1995,  Opération Boule de neige, projet contre la violence, initié par les élèves d'une classe de CM2 de la Mayenne, Les Petits Citoyens de Bonchamp. Eric Vincent écrit la musique de leur chanson Jamais plus de violence, dirige et orchestre l'enregistrement de leur disque et porte le projet aux quatre coins du monde.
- 2000, Rencontre avec le chanteur américain James Taylor et sortie, l'année suivante, de l'album Faut-il encore 2000 ans, dont huit titres sont signés Éric Vincent-James Taylor.
- 2009, labellisation par Culturesfrance et par le Ministério da Cultura et le Ministério das Relações Exteriores du Brésil, pour sa troisième tournée au Brésil.
- 2010, Concert au congrès d'ACTFL à Boston,MA, États-Unis , qui rassemble plus de 6 000 professeurs de langues.
- 2012, sortie de l'album l'Or de l'Instant, titre éponyme, inspiré par le Mythe de Sisyphe d’Albert Camus. Dix chansons : Étrange Mélancolie (Éric Vincent-Georges Moustaki), Alfred (hommage à Alfred Jarry), les Bosses dans le Jardin (hommage à Dino Buzzati ), Peinture hongroise (hommage à Tivadar Kosztka Csontváry. Ce CD, réalisé par Vincent Bruley, est enregistré avec Roland Romanelli, Pierre Chérèze, Sylvin Marc, Tony Rabeson, Billy Drewes, Jean-Philippe Audin, Christophe Guiot, Christophe Bruckner, Jean-Michel Lenert, Jérôme Guéguen,  Manu Lacordaire,

Aujourd'hui Eric Vincent a chanté dans près de 150 pays, dont les États-Unis où il se produit plus de deux mois chaque année depuis quarante ans.

## Discographie

### Albums
- 1980 : Harmoniques  LP
- 1983 : Voyage pour l'immédiat  LP
- 1988 : Lula  LP & CD
- 1989 : Harmoniques  CD Amplitude Canada
- 1989 : Harmoniques  LP EMI South Africa
- 1992 : Un pays quelque part  CD
- 1995 : Opération boule de neige   CD pour enfants
- 2001 : Faut-il encore 2 000 ans ?
- 2004 : Survol
- 2005 : Il n'y a de nouveau que ce qui est oublié
- 2012 : L'Or de l'instant

### 45 tours
- Albinoni - Rebecca
- Le Chercheur d'or - Le Pitre
- Bénarès - Je me suis coupé la main
- J'irai où ira le vent - Je ne me souviens plus
- Sans famille
- Un pays quelque part
- Je suis fatigué, fatigué
- Under The Sun et sous les cocotiers
- Il n'y a plus de crocodiles à Cocody
- Haïti kimbé fo